# Ablabera vidua
Ablabera vidua är en skalbaggsart som beskrevs av Hermann Burmeister 1855. Ablabera vidua ingår i släktet Ablabera och familjen Melolonthidae. Inga underarter finns listade i Catalogue of Life.